# Rubén Bareño
Rubén Bareño, vollständiger Name Rubén Laudelino Bareño, (* 23. Januar 1944) ist ein ehemaliger uruguayischer Fußballspieler.

## Karriere

### Verein
Der 1,74 Meter große Offensivakteur Bareño, der auf dem linken Flügel eingesetzt wurde, gehörte von 1967 bis 1969 dem Kader des Club Atlético Cerro in der Primera División an und war begleitend auch 1967 Teil der New York Skyliners. 1968 war er mit acht erzielten Toren zusammen mit den die gleiche Trefferausbeute aufweisenden Alberto Spencer, Pedro Rocha und Rubén García Torschützenkönig der Primera División. 1970 bis 1971 stand er dann in Reihen Nacional Montevideos. In beiden Spielzeiten gewannen die Bolsos die uruguayische Meisterschaft. Auch auf internationaler Ebene war er mit Nacional erfolgreich und siegte bei der Copa Libertadores 1971. Im ersten Finalspiel kam er dabei als Einwechselspieler zum Zug. Im Dezember 1971 gehörte er ebenfalls dem siegreichen Team der Bolsos bei den beiden Spielen gegen Panathinaikos Athen um den Weltpokal an und kam im Rückspiel zu einem Einsatz als Einwechselspieler. Seine nächste Karrierestation wählte er in Ecuador bei Deportivo Cuenca. Dort war er in den Jahren 1972 und 1973 aktiv. Im Jahr 1974 wird er als Spieler des Racing Club in Argentinien geführt.

### Nationalmannschaft
Bareño war Mitglied der A-Nationalmannschaft Uruguays, für die er zwischen dem 28. Juli 1967 und dem 6. Juni 1970 13 Länderspiele absolvierte. Dabei erzielte er drei Länderspieltore. Bareño nahm mit Uruguay an der Weltmeisterschaft 1970 teil. Dort kam er im Verlaufe des Wettbewerbs im Vorrundenspiel gegen Italien zu seinem einzigen Turnier-Einsatz.

### Erfolge
- Weltpokal: 1971
- Copa Libertadores: 1971
- 2× Uruguayischer Meister: 1970, 1971
- Torschützenkönig der Primera División: 1968